# حسن أباد (قنبد قابوس)
حسن أباد (بالفارسية: حسن‌آباد) هي قرية تقع في غلستان في إيران. يقدر عدد سكانها بـ 1,277 نسمة .